# Pollinium

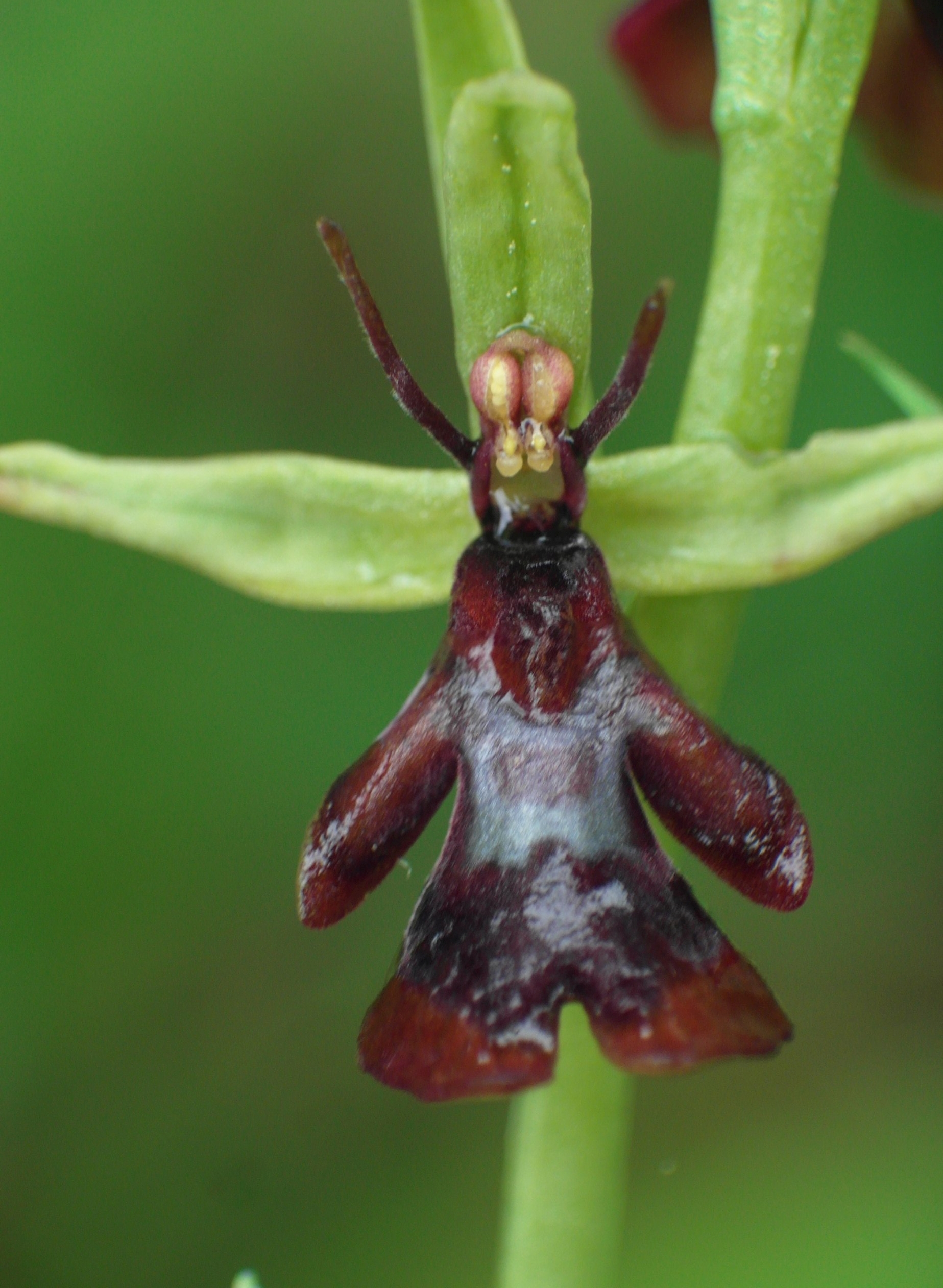
Fliegen-Ragwurz (Ophrys insectifera) mit gut sichtbaren Pollinien

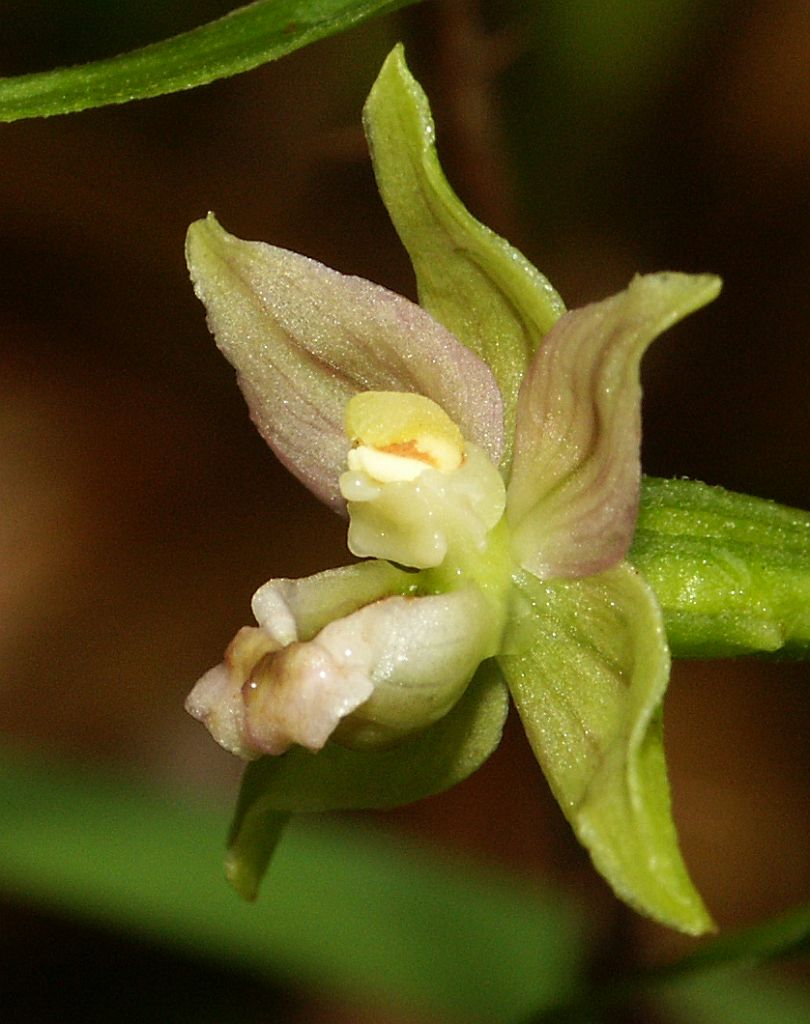
Breitblättrige Stendelwurz – gut zu erkennen sind die Narbe, darüber die Klebdrüse und die unter der Antherenkappe hervortretenden Pollinien

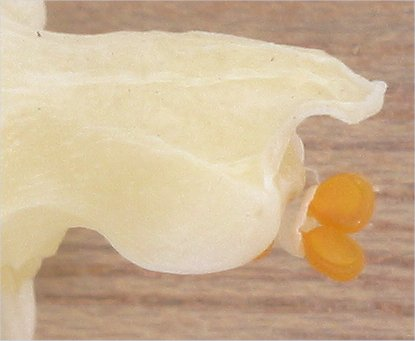
Pollinien einer Orchidee der Gattung Phalaenopsis

Das Pollinium (Plural Pollinien oder lateinisch Pollinia) ist eine zumeist klebrige Pollenmasse, Pollenpaket wie sie insbesondere von den Staubblättern der Orchideen und Seidenpflanzengewächse zur Blüte ausgebildet wird.
Die Einheit aus Pollinium, Pollinien und meistens einem Stiel (Caudicle und/oder Stipe, Tegula, Hamulus) sowie bei vielen Arten einer oder zwei Klebscheiben (Viscidium), heißt bei den Orchideen Pollinarium. Bei manchen Arten liegt das Viscidium in einer Tasche, Deckblatt (Thecum, Bursicle).
Bei den Seidenpflanzengewächsen sind zwei Pollinien mit einem Stielchen (Caudicle) und zusätzlich mit dem Pollenhalter (Retinaculum), zusammen der Translatorarm, am Corpusculum (Klemmkörper, Drüse) befestigt. Die zwei Translatorarme und das Corpusculum bilden zusammen den Translator. Bei den Stapelien bilden das Stielchen und der Sielchenflügel und das Corpusculum den Translator. In einigen Fällen findet hier die Befestigung des Stielchens im mittleren Abschnitt des Stielchenflügels statt, während sie in anderen Fällen direkt am Corpusculum ist.
Das Pollinium ermöglicht eine effektive Bestäubung durch Insekten, die durch raffinierte Tricks angelockt werden. Manche Orchideen locken ihre Bestäuber mit Nektar, andere täuschen dagegen nur ein Nektarangebot vor. Wieder andere bieten kleinen Insekten Schlafstätten, und die Ragwurzblüten locken gar mit sexuellen Reizen (Sexuallockstoffe, optische und taktile Schlüsselreize). Das Insekt bekommt beim Blütenbesuch ein Pollenpaket aufgeklebt, um dieses beim Besuch der nächsten Blüte zielgenau auf der Narbe abzusetzen. Einige Orchideen, etwa die Catasetum-Arten, besitzen einen speziellen Schleudermechanismus, bei dem durch Bienen mittels Hebel eine Schleuderbewegung (Explosionsmechanismen) in der Blüte ausgelöst wird und die Pollinien an der Biene festgeklebt werden.
Allerdings ist auch hier eine seltene Selbstbestäubung möglich, bei der Orchideenart Holcoglossum amesianum bewegt sich das Pollinium selbstständig zur fertilen Narbe in der Columna.